# فيفا موبايل
فيفا موبايل (بالإنجليزية: FIFA Mobile) هي لعبة رياضية جماعية طورت من قبل إي أيه سبورتس و إي أيه كندا ولكنها تلعب على جهاز الأندرويد و أي أو أس

## الإنتاج

(إي أيه سبورتس) إحدى الشركات المنتجة

- تعتبر هذه اللعبة من سلسلة فيفا (بالإنجليزية: FIFA) الشهيرة وتطورت منذ إنشاء فيفا 18 وأصبح كريستيانو رونالدو الظاهر في الأيقونة بعد ماركو رويس، أنتجت عام 2016 وأصبح لها شعبية كبيرة وكان لها أكثر من 1,000،000 تنزيل في جوجل بلاي (بالإنجليزية: Google Play) وهي من اختيار المحررين، وحصل على أربعة نجوم ونصف نجمة.

## طريقة اللعب
- تبدأ اللعبة حيث يتم التحميل قد يستغرق هذا بعض الوقت ثم يطلب منك كتابة إسمك وثم اختيار فريقك الخاص وبعدها تبدأ ببعض تدريبات كضربات الجزاء والتصدي والتمرير والدفاع والتسديد نحو المرمى وثم تبدأ باللعب مع منافسين آخرين حيث الفائز يحصل على النقاط الأكثر مما يسمح لك بشراء لاعب ما وإستبداله بلاعب آخر

## وصلات خارجية
- فيفا موبايل على الفايسبوك